# Aristolochia eriantha
Aristolochia erianthaes una especie de planta ornamental perteneciente a la familia Aristolochiaceae. Es originaria de Brasil donde se encuentra en la Caatinga y el Cerrado, distribuidas por Bahia.

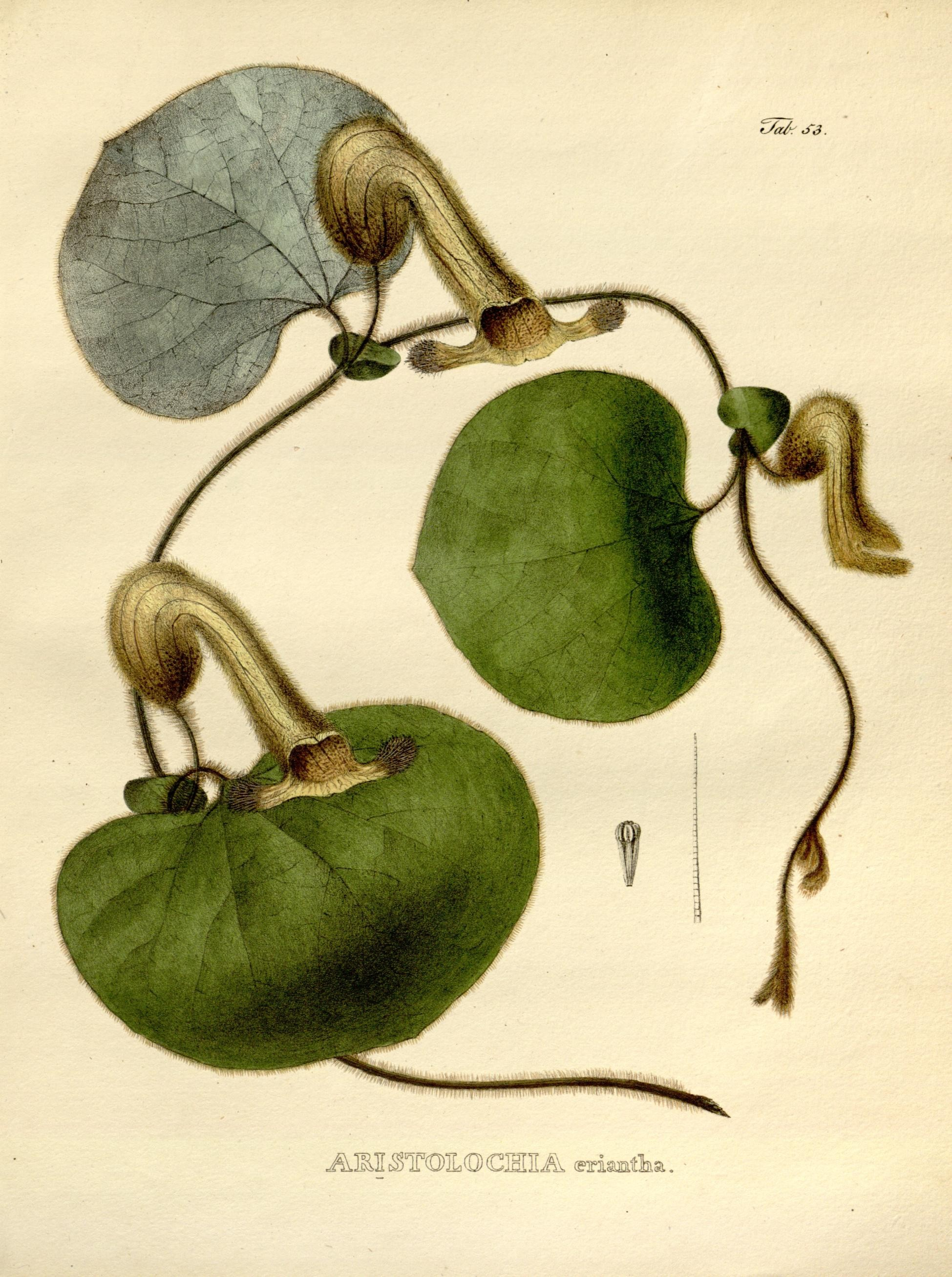
Ilustración

## Taxonomía
Aristolochia eriantha fue descrita por Carl Friedrich Philipp von Martius y publicado en Nova Genera et Species Plantarum . . . 1: 78, t. 53. 1824.
Etimología
Aristolochia: nombre genérico que deriva de las palabras griegas aristos ( άριστος ) = "que es útil" y locheia ( λοχεία ) = "nacimiento", por su antiguo uso como ayuda en los partos. Sin embargo, según Cicerón, la planta lleva el nombre de un tal "Aristolochos", que a partir de un sueño, había aprendido a utilizarla como un antídoto para las mordeduras de serpiente.

La aristoloquia se llamó ansí por parecer que a las mujeres socorría en el parto........La redonda tiene virtud contra todas las otras ponzoñas; mas la luenga resiste el daño de las serpientes y de cualquier veneno mortífero si se bebe una dracma della con vino y se aplica también por de fuera. Bebida con pimienta y con mirra expele el menstruo, las pares y la criatura del vientre; y lo mismo hace metida en la natura de la mujer. Pedacio Dioscórides Anazarbeo, acerca de la Materia Medicinal y de los venenos mortíferos. Andrés Laguna. 1566, Salamanca.

eriantha:, epíteto latino que significa "flores lanudas".
Sinonimia
- Howardia eriantha (Mart. & Zucc.) Klotzsch	[7]